# Catedral de Girona
A Catedral de Girona, consagrada a Santa Maria, encontra-se no ponto mais alto da cidade de Girona, Catalunha, Espanha. Tem a maior nave gótica do mundo, com 22,98 metros de largura. O templo tem 85 m de comprimento, 23 m de largura e 30 m de altura na nave; a torre sineira tem 70 m de altura.

## Arquitetura
O interior mostra a grandiosa nave gótica, única, coberta por um cofre com arcos diagonais apoiados por grupos de pequenas colunas. Os contrafortes laterais da primeira zona abrigam duas capelas por seção. Na segunda área, nas duas seções antes de chegar ao presbitério, grandes janelas góticas são abertas e abaixo, as janelas do trifório que atravessam as duas paredes. Antes do presbitério e fechando o fundo da grande nave, uma parede com um arco central e dois arcos laterais, mais três óculos, dois menores nas três janelas pequenas do trifório e uma maior no centro, perto do cofre.

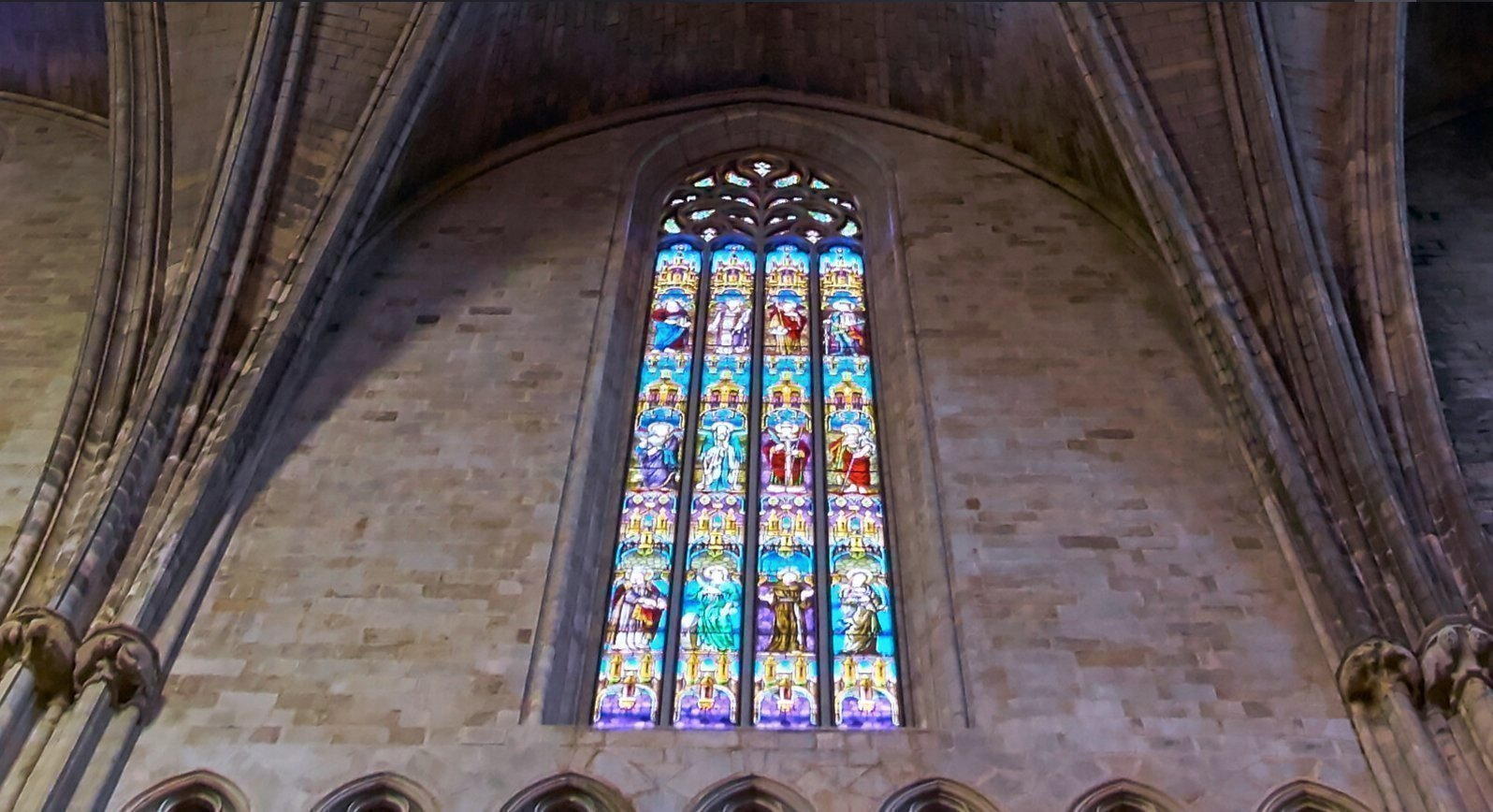
Um dos altos vitrais do lado norte tem 14 metros de altura por 3 metros de largura

Os vitrais da catedral eram originalmente de três tipos. O primeiro e o mais antigo são atribuídos ao Mestre do Presbitério e foram realizados no momento em que começaram as obras no complexo. A segunda, atribuída a Guillem de Letumgard, foi feita no início da segunda metade do século XIV. O mais importante deles é o Calvário, localizado no centro do ambulatório, e o grande vitral de Antoni Thomas, na face sul. O terceiro grupo são todos os que foram incorporados até o século XX, dos quais se destacam as duas janelas rosadas do primeiro terço do século 18, obra de Francesc Saladriga, mestre em vidro de Barcelona e um dos melhores da arte espanhola.